# 아시오정
아시오정(足尾町)은 간토지방 북부 도치기현 서부에 위치했던 정이다. 아시오광산과 마쓰키 계곡으로 알려져 있다. 광산 전성시인 1916년에는 현내에서는 우쓰노미야에 이은 인구 38,428명을 거느리고 있었다. 
1973년 아시오 광산이 폐산 후에는 과소화가 현저하다. 합병 직전의 인구는 3,000명대로 전성시의 10%에도 미치지 못하게 되었다. 2006년 3월 20일에, 아시오정과 (구)닛코시등의 주변 자치체가 합병해, 새로운 닛코시의 일부가 되었다

## 역사
- 1889년 4월 1일  - 정촌제 시행으로 아시오정이 성립하였다.
- 1900년경 - 아시오 광독 사건이 발생하였다.
- 1973년 - 아사오 광산이 폐산되었다.
- 2006년 3월 20일 - 이마이치시, (구) 닛코시, 후지사와정, 구리야마촌과 신설 합병해 현재의 닛코시가 되었다.

## 교통

### 철도
- 와타라세 계곡 철도
  - 와타라세 계곡선:

### 도로
- 국도 제122호선